# Nemocnice Bohunice (dopravní uzel)
Nemocnice Bohunice je dopravní uzel, zastávka MHD a IDS JMK, který leží v ulici Netroufalky v městské části Starý Lískovec ve statutárním městě Brně. Na západ od uzlu se nachází nákupní centrum Campus Square, na severovýchod Univerzitní kampus Masarykovy univerzity a na východ je areál nemocnice Bohunice. Na jih od něj je pak parkoviště a ulice Jihlavská (silnice II/602). Jezdí sem tramvaje, trolejbusy, městské a příměstské autobusy. 
Dne 11. prosince 2022 byla do přestavěného dopravního terminálu zprovozněna tramvajová trať ze zastávky Osová.

## Plány
S dopravním uzlem Nemocnice Bohunice souvisí především dvě uvažované investice: záměr výstavby kabinkové lanovky a vybudování nové trolejbusové tratě.

### Kabinková lanovka
K uvažovaným dopravním stavbám v Brně patří záměr diskutovaný od roku 2014, kterým je kabinková visutá lanová dráha Pisárky–Bohunice. Dráha o délce 1,7 km s převýšením 71 metrů by měla stoupat k univerzitnímu kampusu v Bohunicích ze severu od vozovny Pisárky. Měla být uvedena do provozu již v roce 2017, ale v roce 2018 se teprve zpracovávala územně-technická studie; ta potvrdila jako jednu z konečných stanic lanovky právě Pisárky. V roce 2018 začaly související opravy dopravního uzlu Pisárky a vozovny. Ačkoliv projekt v roce 2022 získal stavební povolení, jeho další rozvoj byl odsunut do pozadí potřebou dokončení tramvajové trati do kampusu (vedoucí z opačné, tj. jižní strany) a nedostatkem financí. Předpokládané charakteristiky:
- Povede od budoucího dopravního terminálu Pisárky, od tamní nové tramvajové smyčky
- Má mít tři podpěry a bude minimálně zasahovat do lesního porostu
- Interval má být 30 s

### Trolejbusová trať Vojtova – Univerzitní kampus
Předpokládaná trasa nové tratě: Areál Nového Nádraží u Řeky – Zastávka linky 8 Vojtova – zastávka 2, 5, 6 Nemocnice Milosrdných bratří – ulice Vinohrady – jižní obchvat kopce – ulice Kejbaly – Kamenice – zastávka Univerzitní kampus.